# 郭景雲
郭景雲（1904年7月20日—1948年12月22日），字秀山，陝西富平人。中華民國軍事將領。
郭景雲出身北洋陸軍第15混成旅第1團機槍連基層士兵，後隨徐永昌改投閻錫山陣營。郭景雲因作戰勇猛，屢建戰功，時至1935年已晉升至上校團長。抗日戰爭期間，郭景雲任第35軍第101師302團團長，在1939年至1940年的五原戰役中痛擊日軍及蒙疆軍數千人，並於1940年6月晉升為101師少將師長，為傅作義麾下重要的一員悍將。
抗日戰爭結束後，郭景雲繼董其武，魯英麟之後，擔任第35軍中將軍長，駐防平津，並與人民解放軍多次在河北、察南、晉北一帶交火。在淶水一戰中表現出色。
1948年12月平津戰役打響，傅作義急於在東北共軍入關之前，打一場像樣的勝仗，除了給南京方面交代之外，也可創造與共軍談判時更多的籌碼。由於情報顯示東北共軍尚未入關，郭景雲奉命率35軍的兩個主力師乘400輛大卡車急襲張家口的共軍。三天後未遇到共軍主力決戰，且戰報有變。傅作義命令郭景雲最快速度率軍返回北平。但由張家口東返途中，過下花園之後中伏被圍於新保安，經過20餘天的圍城，12月22日解放軍突入城區，據第35軍副軍長王雷震回憶，郭景雲已知城破兵敗，遂面向北平高喊「總司令，我郭景雲對不起你」，隨後即以配槍舉槍自戕，享年44歲。
郭景雲與35軍兩個師的覆滅，加上從懷來方向救援的暫三軍安春山軍長部5萬精銳的損失，給華北剿總傅作義心理上巨大的衝擊，也影響其後續與共軍作戰的信心。郭景雲雖是國府軍中不可多得的忠誠猛將，但在關鍵時刻沒能把握黃金撤退時間，也留給近代史學家很多研究的空間。
1949年1月1日，國民政府追晉郭景雲三等寶鼎勳章。台北圓山忠烈祠中有郭軍長的牌位。郭景雲可以說是當代中國軍界一位悲劇英雄。對日抗戰時在第一線身負重傷，在綏遠反攻的歷次戰役都有汗馬功勞。國共內戰時站在國軍這一邊也打過幾次傑出的勝仗。然而歷經北洋軍閥系統出身，內戰中數次戰勝共軍，但直屬長官最終與共軍和談等，讓郭景雲在海峽兩岸都很難成為重點表揚或紀念的英雄人物。以一位戰功彪炳，直至最後一役軍部被攻陷，自殺成仁的中將軍長來看，其英雄烈士的歷史定位理應當與張靈甫，邱清泉等並列。郭軍長的武烈士牌位直至1972年9月才入祀台北圓山的國民革命忠烈祠，比起邱清泉晚了三年半。但也終究算是黨國時代的第一流戰將了。

## 荣誉
- 四等宝鼎勋章（1946年12月26日批准[2]）

## 注解
1. ↑  .   [2012-07-24]. （原始内容存档于2013-10-09）.
2. ↑  . 國民政府公報 (國民政府文官處). 1946-12-26, 第2710號: 1页  [2023-11-21]. （原始内容存档于2023-11-21）.